# West Coast Classic
Il West Coast Classic è stato un torneo di tennis giocato a Perth in Australia su campi in sintetico indoor. Ha fatto parte del Grand Prix dal 1975 al 1977.

## Albo d'oro

### Singolare
| Anno | Campione         | Finalista     | Punteggio               |
| ---- | ---------------- | ------------- | ----------------------- |
| 1975 | Harold Solomon   | Sandy Mayer   | 6–2, 7–5, 6–4, 6–2      |
| 1976 | Ray Ruffels      | Phil Dent     | 6–0, 4–6, 2–6, 6–3, 6–2 |
| 1977 | Vitas Gerulaitis | Geoff Masters | 6–3, 6–4, 6–2           |

### Doppio
| Anno | Campione                     | Finalista                       | Punteggio          |
| ---- | ---------------------------- | ------------------------------- | ------------------ |
| 1975 | Brian Gottfried Raúl Ramírez | Ross Case Geoff Masters         | 2–6, 6–4, 6–4, 6–0 |
| 1976 | Dick Stockton Roscoe Tanner  | Bob Carmichael Ismail El Shafei | 6–7, 6–1, 6–2      |
| 1977 | Ray Ruffels Allan Stone      | Nick Saviano John Whitlinger    | 6–2, 6–1           |